# Maria in Campis
Maria in Campis (ook Sancta Maria te Campe of Mariënkamp) is een voormalig Drents klooster, oorspronkelijk gevestigd bij Coevorden, vanaf ca. 1260 in Assen. Het voormalig kloostercomplex wordt sinds 1854 gebruikt door het Drents Museum en sinds 1900 door het Drents Archief.

## Geschiedenis
Het klooster werd na de Slag bij Ane (1227) bij Coevorden gesticht als boetedoening voor het overlijden van bisschop Otto van Lippe. Het klooster werd in 1246 opgenomen in de orde van de Cisterciënzers, als dochterklooster van de abdij van Aduard. De locatie van het klooster te midden van het moeras was ongelukkig en in 1253 vroeg de abdis verplaatsing aan. Kort nadat in 1259 goederen werden verkregen bij Deurze, verhuisde de kloostergemeenschap naar de parochie van Rolde, in de marke van Witten. Er werd een nieuw kloostercomplex gebouwd, op een zandrug die uitgroeide tot het huidige Assen. Na een brand in 1418 moesten klooster en kerk weer worden herbouwd. In 1460 werd het klooster opgenomen in de orde van de Trinitariërs. Het naast het klooster gelegen 17e-eeuws Ontvangershuis heeft een 15e-eeuwse oorsprong en was vermoedelijk vroeger priesterwoning. Tot de bezittingen van het klooster behoorden onder andere land in Salland, het kerspel van Rolde en Selwerd, het Asserbos, een refugium aan de Oosterstraat in Groningen, en een voorwerk te Matsloot. 
Maria in Campis was een vrouwenklooster. Onder de kloosterlingen waren onder andere jongedames uit gegoede families als Jarges en De Vos van Steenwijk. Als gevolg van de reformatie, werden de kloostergoederen verbeurd verklaard en het klooster in 1602 opgeheven. De vijftien nonnen mochten er voorlopig blijven wonen. De laatst overgebleven non verhuisde in 1630 naar de stad Groningen.

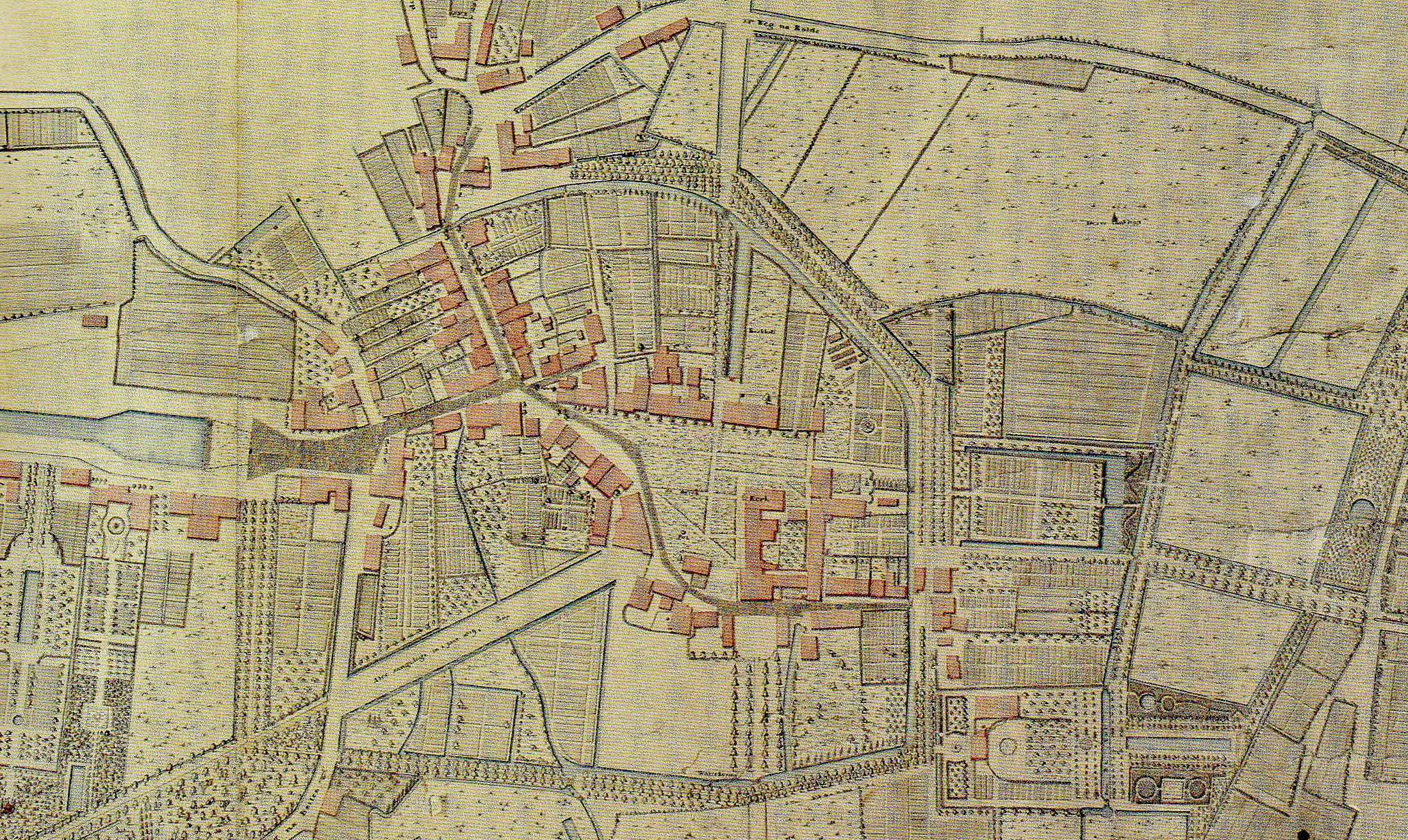
Assen in 1809. Rechts van de Brink het voormalig kloosterterrein.

Een tekening van Cornelis Pronk uit 1735 toont een zicht op de Brink met aan de linkerkant een priesterwoning, die nog enige tijd als gemeentehuis gebruik is geweest, en rechts van achter naar voor de Abdijkerk, de westvleugel van het klooster en de woning van de abdis.
De voormalige kloostergebouwen werden in gebruik genomen door het bestuur van de Landschap Drenthe. De woning van de abdis werd vervangen door het Drostenhuis (1774-1776) en de westvleugel van het klooster werd vervangen door het Gouvernementsgebouw (1882-1887). Op de plek van de voormalige oostvleugel werd begin 20e eeuw het Rijksarchief gebouwd, waarin ook het Provinciaal Museum voor Oudheden werd gevestigd. In de Abdijkerk en het archief zijn nog delen van het oude kloostercomplex te zien. De voormalige kloosterkerk werd nog gebruikt voor diensten, al stond de hoofdkerk van de parochie in Rolde, pas in 1807 werd Assen een zelfstandige kerkelijke gemeente. Nadat de Jozefkerk in 1848 gereed kwam, werd de kloosterkerk een eeuw lang gebruikt als gemeentehuis. Sinds de jaren 70 van de twintigste eeuw zijn de kerk, het Gouvernementsgebouw en Drostenhuis onderdeel van het Drents Museum.

## Zegel
Het zegel van de Landschap Drenthe, het wapen van Drenthe en het wapen van Assen zijn vermoedelijk ontleend aan het zegel van het klooster Maria in Campis. De wapens tonen Maria, met op haar knie het christuskind.